# Silke Möller
Silke Möller (geborene Gladisch; * 20. Juni 1964 in Stralsund) ist eine ehemalige deutsche Leichtathletin und Olympiamedaillengewinnerin, die in den 1980er Jahren – für die DDR startend – zu den weltbesten Sprinterinnen gehörte. Ihr erster bedeutender Erfolg war der erst bei den Olympischen Spielen 2012 in London gebrochene Weltrekord mit der 4-mal-100-Meter-Staffel der DDR: Beim Weltcup in Canberra am 6. Oktober 1985 lief sie zusammen mit Sabine Rieger, Marlies Göhr und Ingrid Auerswald eine Zeit von 41,37 s.

## Leben
Bei den Weltmeisterschaften 1987 in Rom holte sie zwei Titel – im 100-Meter-Lauf, im 200-Meter-Lauf sowie den zweiten Platz mit der 4-mal-100-Meter-Staffel. Dafür wurde sie zur DDR-Sportlerin des Jahres gewählt. Bei den Olympischen Spielen 1988 in Seoul errang sie mit der 4-mal-100-Meter-Staffel der DDR die Silbermedaille (als verheiratete Silke Möller).
1992 geriet sie mit Katrin Krabbe und Grit Breuer unter Dopingverdacht und wurde vom DLV suspendiert, weil die drei im Trainingslager in Südafrika identische Urinproben abgaben. Das Schiedsgericht der Internationalen Leichtathletik-Föderation (IAAF) sprach sie aber aus formalen Gründen frei. Sie gab daraufhin – kurz vor den Olympischen Spielen – den Leistungssport auf und studierte in Rostock Geschichtswissenschaften. Möller arbeitet als Lehrerin für Sport, Geschichte und Sozialkunde am Gymnasium Reutershagen. Sie hat eine Tochter.
Silke Möller startete für den SC Empor Rostock und trainierte bei Wolfgang Meier. In ihrer aktiven Zeit war sie 1,63 m groß und wog 57 kg.
Silke Möller wurde 1986 mit dem Vaterländischen Verdienstorden in Bronze und 1984 sowie 1988 in Silber ausgezeichnet.

## Weitere Erfolge
- 1981 Junioreneuropameisterin in Utrecht mit der 4-mal-100-Meter-Staffel (43,77 s)
- 1983 Weltmeisterin in Helsinki mit der 4-mal-100-Meter-Staffel (42,59 s, zusammen mit Marita Koch, Ingrid Auerswald und Marlies Göhr)
- 1985 Europacup in Moskau: Siegerin mit der 4-mal-100-Meter-Staffel
- 1986 Europameisterschaften in Stuttgart: 1. Platz mit der 4-mal-100-Meter-Staffel (41,84 s, zusammen mit Sabine Günther, Ingrid Auerswald und Marlies Göhr); 3. Platz im 200-Meter-Lauf (22,49 s), 4. Platz im 100-Meter-Lauf (11,09 s)
- 1987 Europacup-Siegerin in Prag im 200-Meter-Lauf und mit der 4-mal-100-Meter-Staffel
- 1988 Olympiafünfte in Seou im 200-Meter-Lauf (22,09 s)
- 1989 Weltcup in Barcelona: Siegerin im 200-Meter-Lauf und mit der 4-mal-100-Meter-Staffel, Dritte im 100-Meter-Lauf; Europacup: Siegerin im 200-Meter-Lauf und mit der 4-mal-100-Meter-Staffel
- 1990 Vizeeuropameisterin in Split im 100-Meter-Lauf (11,10 s), Europameisterin mit der 4-mal-100-Meter-Staffel (41,68 s, zusammen mit Katrin Krabbe, Sabine Günther und Kerstin Behrendt)

## Doping
1991 konnten die Dopinggegner Brigitte Berendonk und Werner Franke mehrere Dissertationen und Habilitationsschriften ehemaliger DDR-Dopingforscher in der Militärmedizinischen Akademie Bad Saarow sicherstellen. Anhand der Arbeiten ließ sich die staatlich organisierte Dopingpraxis vieler bekannter DDR-Leistungssportler, darunter auch Silke Möller, rekonstruieren. Den Angaben zufolge bekam Silke Möller von 1981 bis 1984 hohe Dosen Oral-Turinabol verabreicht.